# 清沢洌
清沢 洌（きよさわ きよし、旧字体：淸澤 洌、1890年〈明治23年〉2月8日 - 1945年〈昭和20年〉5月21日）は、日本のジャーナリスト、評論家。外交問題、特に日米関係の評論で知られ、またその太平洋戦争下における日記が『暗黒日記』として戦後公刊されたことでも名高い。
なお名前は「冽（にすい）」でなく「洌（さんずい）」。存命中から「れつ」と呼ばれることも多く、本人もしばしばそのような署名を行っていた。パスポート名はRETSU KIYOSAWAとなっていた。

## 生涯

### 米国留学
長野県南安曇郡北穂高村（現安曇野市）の比較的裕福な農家の三男として生まれた。井口喜源治の主宰する研成義塾で学んだ。
1907年（明治40年）、17歳のとき当時の同地での渡米熱をうけて、研学移民（学生となるための立場での移民）としてアメリカ合衆国ワシントン州に渡航し、塾生たちとともに「シアトル穂高倶楽部」を結成した。シアトル、タコマで病院の清掃夫、デパートの雑役などを務める傍ら、ホイットウォース・カレッジ、タコマ・ハイスクール、ワシントン大学などで学んだ（ただしその履歴を示す文書は残されていず、朝日新聞社への就職の際は「米国の大学」をおえたとしている）。
1911年（明治44年）頃からは『北米時事』など現地の邦字紙の記者となり、「信濃太郎」の筆名で活躍し、数年にして現地日本人社会で著名な存在となった。当時はアメリカ西海岸において日本人移民排斥運動が高潮に達していた。日本人に対する蔑視と敵意を、日本国内の為政者として、あるいは恵まれた立場の在米外交官としてでなく、日本政府からの庇護の薄い移民という立場で味わったにも拘わらず、清沢は晩年に至るまで一貫して日米友好を訴え続けた希有の自由主義平和思想家であった。1918年（大正7年）に日本に帰国した。

### 新聞記者時代
帰国後は、貿易関連の仕事を転々とした。1920年（大正9年）には中外商業新報（現在の日本経済新聞）に入社した。ここでもはじめは米国関連、日米問題関連のエキスパートとしての執筆活動を行ったが、大正デモクラシー、政党政治の伸長、関東大震災後の混乱（なお清沢は妻子をこの震災で喪った）、日本の満州進出などを受けて、国内問題や対中関係も彼の執筆対象となっていった。
1927年（昭和2年）には東京朝日新聞に移籍し、またこの頃から新聞以外での著作活動も精力的に始まった。清沢の基本的な立場は、対米関係においては協調路線、国内では反官僚主義・反権威主義、対中関係では「満州経営」への拘泥を戒めるものであって、石橋湛山のいわゆる「小日本主義」と多くの共通点をもっていた。だが清沢のリベラルな論調は右翼勢力からの激しい攻撃にさらされた。特にその著作『自由日本を漁る』所収の「甘粕と大杉の対話」（大杉栄殺害犯として獄中にある甘粕正彦憲兵大尉を大杉の亡霊が訪ね、甘粕の迷妄を論破する、というストーリー）は国体を冒涜するものとして批判された。1929年（昭和4年）に清沢は東京朝日を退社に追い込まれ、以後は生涯フリーランスの評論家として活動することになる。

### フリーの言論人として
フリーとなった清沢は1929年から1932年（昭和7年）までの3年間のほとんどを欧米での取材・執筆活動にあてることとなる。1929年にはアメリカの「暗黒の木曜日」とそれに続く大恐慌を現地で体験する。
1930年（昭和5年）のロンドン海軍軍縮会議は、雑誌「中央公論」の特派員という肩書で取材した。会議では、補助艦の対米比率7割死守を図る日本海軍側代表団と清沢は互いに批判的な関係にあり、清沢は「六割居士」という綽名を頂戴する始末であった。その他、この欧米滞在中にはチェコスロバキア外務大臣ベネシュ、イタリア首相ムッソリーニ、実業家ヘンリー・フォードなどと会見、それら会見記は公刊されている。1931年（昭和6年）の満州事変勃発、1932年の第一次上海事変は滞米中に遭遇しており、日本の大陸進出に対するアメリカの厳しい世論を目の当たりにすることにもなった。
1932年、帰国した清沢は日本の内政・外交に対する鋭い評論を行うこととなる。満州国単独承認問題、国際連盟における満州問題の討議、引き続くリットン調査団派遣を巡って国内世論は沸騰していたが、「国を焦土と化しても」日本の主張を貫徹する、と答弁した外相内田康哉、スタンドプレーに終始し意味のある成果を引き出せなかった国際連盟首席全権松岡洋右をそれぞれ批判した「内田外相に問ふ」「松岡全権に与ふ」は、この時期の代表的評論である。また、数多くの国内講演、著作、雑誌論文などを通じて、清沢は商業主義・迎合主義に流されやすい日本のジャーナリズムに対する批判と、自己の漸進主義とでもいうべき自由主義の立場を明らかにしていった。
1937年（昭和12年） - 1938年（昭和13年）には、堪能な語学力を買われてロンドン開催の国際ペン・クラブ世界会議の日本代表という立場で再び欧米を訪問し、各所で精力的な講演活動を行う。日中戦争の勃発・激化を受けて欧米の対日感情は極度に悪化していたが、愛国者を自負する清沢はむしろ積極的に講演で、あるいは現地新聞への投書などを通じて日本の立場の擁護・正当化を行っていった。皮肉なことに、彼自身が国内で反対の論陣を張っていた硬直的・非協調的外交政策のスポークスマンの役を担わされたわけである。また駐英大使を務めていた吉田茂とは、このロンドンでの新聞投書による世論工作の過程で親しくなっていったという。
帰国後の清沢は、再び本来の対米協調を主軸とした外交への転換を訴える立場を取り、「新体制」「東亜新秩序」などの言葉に代表される抽象的かつ空疎な政策を諫め、アメリカを威嚇することで有利な結果を得ようとする外交政策の愚を説き、ドイツとの連携に深入りすることなく欧州情勢の混沌から距離をおくことを主張したが、事態は1940年（昭和15年）の日独伊三国軍事同盟、1941年（昭和16年）の日ソ中立条約、南部仏印進駐とそれらに対する米国の一連の対抗措置は、ことごとく自らが提言した潮流と相反する方向へ進んだ。

### 戦時下の言論
1941年2月26日、情報局は各総合雑誌に対し執筆禁止者のリストを交付し、清沢の名前もそこに含まれていた（他には矢内原忠雄、馬場恒吾、田中耕太郎、横田喜三郎、水野広徳、等）。これ以降の清沢は時事問題に対する直接的な意見の表明は不可能となり、外交史に関する著作という形で間接的に当時の政策を評論することとなった。幕末開国時から日ソ中立条約までを俯瞰する『外交史』およびその増補改訂版として太平洋戦争開戦までを記す『日本外交史』は著名であるし、大久保利通がいかにして征韓論を打破し、台湾出兵およびその後の北京における対清交渉を果断にまとめていったかを賞揚する『外政家としての大久保利通』は、昭和戦前期日本外交に対する痛烈な批判となっている。大久保の外戚である吉田茂（妻が牧野伸顕の娘で、利通の孫にあたる）がこの本を贈呈されて一読、感銘を受けた旨を記した清沢宛の書簡が現存している。その他、石橋湛山が主幹を務める「東洋経済新報」誌上では匿名執筆の形で時事問題をしばしば論じる一方で、ダンバートン＝オークス会議にて討議された国際連合憲章原案をいち早く入手、分析批判し、清沢の対案を同誌上で提示している（石橋の勧めもあったという）点などは、その先見性を示すものといえる。

### 『暗黒日記』
1942年（昭和17年）開戦1年後、清沢は「戦争日記」と題した、新聞記事の切抜きなども含む詳細な日記を記し始めた。いずれ時期が来れば、日本現代史（昭和史）の著述にあたり、その備忘録とするつもりであったとされる。官僚主義の弊害、迎合的ジャーナリズムの醜態、国民の対外事情に対する無知、社会的モラルの急速な低下などを記録する（広い意味でファシズムへの抵抗を示した）。この日記は1954年に『暗黒日記』の題名で、東洋経済新報社で出版され、数社で新版刊行された。
1945年（昭和20年）5月21日、終戦を目前に急性肺炎により東京築地の大東亜中央病院にて急逝した。吉田茂、石橋湛山という後に首相となった2人を知己にもち、戦後存命であれば政界・言論界で重きをなしたであろう知米派知識人の、55年の短い生涯であった。

## 著書
- 『米国の研究』日本評論社、1925年11月。 NCID BN14070451。全国書誌番号:43050718。
- 『モダンガール』金星堂、1926年11月。 NCID BN05480656。全国書誌番号:43048995。
- 『黒潮に聴く』万里閣書房、1928年4月。 NCID BA37244083。全国書誌番号:46083303。
- 『自由日本を漁る』博文堂出版部、1929年5月。 NCID BA39874956。全国書誌番号:46090947。
- 『転換期の日本』千倉書房、1929年10月。 NCID BN14196609。全国書誌番号:47010274。
- 『巨人を語る』三省堂、1930年1月。 NCID BN0654632X。全国書誌番号:46082272。
- 『アメリカを裸体にす』千倉書房、1930年12月。 NCID BN14071079。全国書誌番号:46076617。
- 『不安世界の大通り』千倉書房、1931年4月。 NCID BA39685807。全国書誌番号:47018357。
- 『フォード』三省堂、1931年6月。 NCID BN02345166。全国書誌番号:47018273。
- 『アメリカは日本と戦はず』千倉書房、1932年10月。 NCID BN12571412。全国書誌番号:46076688 全国書誌番号:48012067 全国書誌番号:60014647。
- 『非常日本への直言』千倉書房、1933年3月。 NCID BA45369109。全国書誌番号:46008236。
- 『革命期のアメリカ経済』千倉書房、1933年11月。 NCID BN14122599。全国書誌番号:47011506。
- 『激動期に生く』千倉書房、1934年7月。 NCID BN05559166。全国書誌番号:46085771。
- 『混迷時代の生活態度』千倉書房、1935年1月。 NCID BN03891332。全国書誌番号:46089382。
- 『現代日本論』千倉書房、1935年6月。 NCID BA38252291。全国書誌番号:46086754。
- 『世界再分割時代』千倉書房、1935年11月。 NCID BN13579806。全国書誌番号:47005699 全国書誌番号:60011001。
- 『時代・生活・思想』千倉書房、1936年10月。 NCID BN14414696。全国書誌番号:46055438。
- 『ソ聯の現状とその批判』東洋経済新報社、1937年9月。 NCID BA45382435。全国書誌番号:46062325。
- 『現代世界通信』中央公論社、1938年12月。 NCID BN01651247。全国書誌番号:46051625。
- 『第二次欧洲大戦の研究』東洋経済出版部、1940年4月。 NCID BN06439614。全国書誌番号:46063625 全国書誌番号:60008441。
  - 『第二次欧洲大戦前史と緒戦 外交・思潮・人物像』（改題・復刻版）書肆心水、2020年6月。ISBN 9784910213040。 NCID BC01138420。全国書誌番号:23415663。
- 『外交史』東洋経済新報社〈現代日本文明史 第3巻〉、1941年6月。 NCID BN04421196。全国書誌番号:46037043。
- 『日本外交史』東洋経済新報社、1942年9月。 NCID BN05666450。全国書誌番号:46009256 全国書誌番号:57012737。
  - 桜町研究会 編『日本外交史 Ⅰ』（復刻版）桜町書院〈桜町復刻選書〉、2017年2月。ISBN 9784909122018。全国書誌番号:22864126。
  - 桜町研究会 編『日本外交史 Ⅱ』（復刻版）桜町書院〈桜町復刻選書〉、2021年2月。ISBN 9784909122377。全国書誌番号:23526253。
- 『外政家としての大久保利通』中央公論社〈国民学術協会叢書〉、1942年5月。 NCID BN0581589X。全国書誌番号:46035624 全国書誌番号:53009640。
  - 『外政家としての大久保利通』（村松剛解説）中央公論社〈中公文庫〉、1993年3月。ISBN 9784122019850。 NCID BN09216445。全国書誌番号:93069983。
  - 『外政家としての大久保利通』（村松剛・瀧井一博解説）筑摩書房〈ちくま学芸文庫〉、2023年10月。ISBN 9784480512154。

### 暗黒日記
- 『暗黒日記』東洋経済新報社、1954年6月。 NCID BN05239562。全国書誌番号:54006041。
- 『暗黒日記』（普及版）東洋経済新報社、1954年9月。 NCID BA85515738。
- 橋川文三 解説 編『暗黒日記 1』 （昭和17年12月9日―昭和18年12月31日）、評論社〈復初文庫 11〉、1970年10月。 NCID BN00661642。全国書誌番号:73023116。
- 橋川文三 解説 編『暗黒日記 2』 （昭和19年（1月1日―12月31日））、評論社〈復初文庫 12〉、1971年3月。 NCID BN00661642。全国書誌番号:73023117。
- 橋川文三 解説 編『暗黒日記 3』 （昭和20年（1月1日―5月5日））、評論社〈復初文庫 13〉、1973年3月。 NCID BN00661642。全国書誌番号:73023118。
- 橋川文三 解説 編『暗黒日記 昭和17年12月9日―20年5月5日』評論社〈復初文庫〉、1979年8月。ISBN 9784566050150。 NCID BN03916433。全国書誌番号:89052175。合本
- 山本義彦 解説 編『暗黒日記 1942-1945』岩波書店〈岩波文庫〉、1990年7月。ISBN 9784003317815。 NCID BN0495151X。全国書誌番号:90048948。
- 橋川文三 解説 編『暗黒日記 戦争日記1942年12月～1945年5月』評論社、1995年6月。ISBN 9784566050174。 NCID BN12806775。全国書誌番号:95065056。新装愛蔵版
- 橋川文三 編『暗黒日記 1』筑摩書房〈ちくま学芸文庫〉、2002年6月。ISBN 9784480087119。 NCID BA57253666。全国書誌番号:20301731。
- 橋川文三 編『暗黒日記 2』筑摩書房〈ちくま学芸文庫〉、2002年7月。ISBN 9784480087126。 NCID BA57253666。全国書誌番号:20316086。
- 橋川文三 編『暗黒日記 3』筑摩書房〈ちくま学芸文庫〉、2002年8月。ISBN 9784480087133。 NCID BA57253666。全国書誌番号:20316087。再版2009年3月
- 丹羽宇一郎 編『現代語訳 暗黒日記』東洋経済新報社、2021年12月。ISBN 9784492062203。

### 翻訳
- モンカド『亜細亜モンロー主義』千倉書房、1933年2月。 NCID BA37247354。全国書誌番号:47030028。
- スチムソン『極東の危機』中央公論社、1936年11月。 NCID BN13478161。全国書誌番号:61004939。

### 作品集
日本平和論大系
- 『正木ひろし・清沢洌』家永三郎責任編集、日本図書センター〈日本平和論大系 12〉、1994年4月。ISBN 9784820571537。 NCID BN1070146X。全国書誌番号:94048625。
  - 収録：暗黒日記（抄）, 甘粕と大杉の対話, 戦後世界秩序私案

評論集
- 山本義彦 編『清沢洌評論集』岩波書店〈岩波文庫〉、2002年9月。ISBN 9784003317822。 NCID BA58713047。全国書誌番号:20331909。
  - 収録：米国通信, 日本の社会とその感想, 日米問題の現状, 日米の関係, 『モダン・ガール』（抄）, 軍備撤廃の期到る, 甘粕と大杉の対話, 愛国心の悲劇, 『アメリカは日本と戦わず』（抄）, 『非常日本への直言』（抄）, 『激動期に生く』（抄）, 現代ジャーナリズムの批判, 『混迷時代の生活態度』（抄）, 『現代日本論』（抄）, 日本外交を貫くもの, 戦後世界秩序私案

### 選集
- 山本義彦 解説 編『モダンガール・アメリカは日本と戦はず』日本図書センター〈清沢洌選集 第1巻〉、1998年7月。ISBN 9784820582502。 NCID BA37586429。全国書誌番号:。
- 山本義彦 解説 編『黒潮に聴く』日本図書センター〈清沢洌選集 第2巻〉、1998年7月。ISBN 9784820582519。 NCID BA37586429。全国書誌番号:99024728。
- 山本義彦 解説 編『自由日本を漁る』日本図書センター〈清沢洌選集 第3巻〉、1998年7月。ISBN 9784820582526。 NCID BA37586429。全国書誌番号:99024729。
- 山本義彦 解説 編『非常日本への直言』日本図書センター〈清沢洌選集 第4巻〉、1998年7月。ISBN 9784820582533。 NCID BA37586429。全国書誌番号:99024730。
- 山本義彦 解説 編『現代日本論』日本図書センター〈清沢洌選集 第5巻〉、1998年7月。ISBN 9784820582540。 NCID BA37586429。全国書誌番号:99024731。
- 山本義彦 解説 編『第二次欧州大戦の研究』日本図書センター〈清沢洌選集 第6巻〉、1998年7月。ISBN 9784820582557。 NCID BA37586429。全国書誌番号:99024732。
- 山本義彦 解説 編『外政家としての大久保利通』日本図書センター〈清沢洌選集 第7巻〉、1998年7月。ISBN 9784820582564。 NCID BA37586429。全国書誌番号:99024733。
- 山本義彦 解説 編『日本外交史』日本図書センター〈清沢洌選集 第8巻〉、1998年7月。ISBN 9784820582571。 NCID BA37586429。全国書誌番号:99024734。
- 山本義彦 解説 編『清沢洌の生涯と自由主義・平和主義 「清沢洌選集」解説・解題』日本図書センター〈清沢洌選集 別冊〉、1998年7月。ISBN 4820582585。 NCID BA37587931。全国書誌番号:99024735。

## 関連事項
- 日米関係
- ファシズム批判
- 自由主義